# A Árvore de Natal ou Thesouro Maravilhoso de Papae Noél
A Árvore de Natal ou Thesouro Maravilhoso de Papae Noél é um livro para crianças escrito por Aníbal de Andrada Mascarenhas, mais conhecido pelos pseudônimos Viriato Padilha e Tycho Brahe, e publicado inicialmente pela Livraria Quaresma, em 1939.

## Características
O livro, publicado pelo setor Bibliotheca Infantil da Livraria Quaresma, foi apresentado como um livro para crianças. Contém 26 histórias com ilustrações em preto e branco e introdução do autor, que assina Tycho Brahe de Araujo Machado e dedica o livro às crianças:
Apresenta histórias adaptadas de Tolstoi, Shakespeare, Perrault, além de adaptações da mitologia grega.

## Histórias
1. O Caramujinho
2. As Três Palmeiras
3. O Homem dum Sapato Só (adaptação da história mitológica de Jasão)
4. O Fio de Cabelo
5. O Cavaleiro de Pouca Roupa
6. A Lágrima
7. Bello e Feio
8. Marphisa e a Ninfa das Águas
9. O Castelo Assombrado[2]
10. O Grão de Sal
11. O Homem do Carro
12. João Sem Alma
13. O Rei Avarento (adaptação da história do Rei Midas)
14. Rosabella e Julião
15. As Duas Amigas
16. Calado e Falador
17. O Pequeno Bemvindo
18. A Coisa Mais Preciosa
19. A Fogueira de São João
20. A Guerra dos Bichos
21. A Figueira Maravilhosa
22. Aventuras de um Galo
23. O Porteiro do Céu
24. A Tempestade (adaptação da peça homônima de Shakespeare)
25. Danoé e Seu Filho (adaptação da história de Perseu)
26. O Morro de Vidro